# BBC Parliament
A BBC Parliament a BBC televíziótársaság csatornája. Célja az hogy elérhetővé tegye a néző számára az Egyesült Királyság és a Európai Unió Parlamenti gyűléseket. A csatorna élő és rögzített anyagokat tesz közzé a brit alsó- és felsőház, a Skót Parlament, a Walesi Nemzetgyűlés és az Északír Nemzetgyűlés üléseiről, illetve alkalmanként az Anglikán Egyház szinódusáról. Közvetít továbbá riportokat az Európai Parlament munkájáról, valamint a jelentősebb brit pártok és szakszervezetek éves gyűléseiről. Korábban The Parliament Channel néven volt ismert.

## Fordítás
Ez a szócikk részben vagy egészben  a   BBC Parliament című angol Wikipédia-szócikk fordításán alapul.  Az eredeti cikk szerkesztőit annak laptörténete sorolja fel. Ez a jelzés csupán a megfogalmazás eredetét és a szerzői jogokat jelzi, nem szolgál a cikkben szereplő információk forrásmegjelöléseként.